# Alice Playten
Alice Playten, pseudonimo di Alice Plotkin (Manhattan, 28 agosto 1947 – Manhattan, 25 giugno 2011), è stata un'attrice e doppiatrice statunitense, nota anche per la sua partecipazione a numerosi musical di Broadway, tra i quali Henry, Sweet Henry, che le valse una candidatura al Tony Award nel 1968.

## Filmografia parziale
- Legend, regia di Ridley Scott (1985)
- Amore con interessi (For Love or Money), regia di Barry Sonnenfeld (1993)
- Genio per amore (I.Q.), regia di Fred Schepisi (1994)
- The Rebound - Ricomincio dall'amore (The Rebound), regia di Bart Freundlich (2009)